# 飛車先不突矢倉
- 将棋 > 将棋の戦法 > 居飛車 > 矢倉 > 飛車先不突矢倉

飛車先不突矢倉（ひしゃさきつかずやぐら）は、将棋の矢倉戦法での相矢倉戦において、主に先手番が用いる戦術。矢倉戦、居飛車戦でありながら飛車先を伸ばさない、☗2六歩から2五歩と進めずその手を保留して他の駒を好位置に進めながら理想の布陣にして攻撃陣形態勢を整えていく。
1980年代初頭から普及し始めて以降、それまでの矢倉戦における駒組みにおいて飛車先をついて指し進める指方を旧24手組、不突の指し方を新24手組として区別がなされることになる。矢倉囲い#矢倉囲いの組み方を参照。
その後2010年代後半から、コンピューターソフトウェア等を用いた将棋研究の普及による後手番の戦術、特に急戦矢倉の勃興、角道オープン居角型の矢倉崩しなどで対応が難を極めてから、2020年代から早くに角道を止めさせる為に、先手矢倉は早くに☗2五歩と伸ばして相手に打診する指し方に変化。つまりは旧組に戻っている。
それまでの矢倉から逆説的に今日の急戦矢倉や矢倉早囲いなどが出現。以降、普及することになっていく。
「不突」の読みは、本来「つかず」が正しいが、2010年頃から「ふつき」と読んで用いられることが多くなっている。

## 解説
勝又清和らによると、太陽が東から昇ることと同じくらい、将棋には当然とされているセオリーがあるが、居飛車で飛車を敵陣に向かって働かせる☗2六歩は最たるものである。ところが矢倉戦において、この常識を覆す新構想が生まれた。それが飛車先不突矢倉である。
飛車先を保留してほかの駒を好位置に配し、主導権を握ろうという発想は、いまでは当たり前になったが、これは当時にあってはまさにコペルニクス的転回となった。
羽生善治は「飛先は突くものだという常識を信じていたら、この戦法は生まれなかった」横山泰明は「初めて指した人は、大変柔軟な考えをしていると思った」、神谷広志は「誰か元祖か知らんか、最初に指した人はかなり勇気が必要だったはず」とし、森下卓によると、昭和60年代前半からこの作戦が確立してから将棋の序盤作戦が厳しくなったとし、現代将棋とそれ以前の分水嶺としている。
飛車先不突の矢倉は昭和二十年代の後半にもあったが、この頃のとは根本的に考え方が違って「まず矢倉に囲ってから飛車先を突き出す」という消極的な手法であったし、勝率も特に高くはなかったが、ことに1982年（昭和五十七年）春から夏にかけておこなわれた第四十期名人戦の加藤一二三vs中原誠戦で用いられて、にわかに脚光を浴びた。雀刺し#飛車先不突型を参照。
矢倉新24手組の原型となった戦術で、この組み順に2六歩の一手を先にしたのが従来の矢倉24手組である。いってみれば、たったそれだけの違いで、七手目に☗2六歩と突かず、☗4八銀や☗5六歩とするのが組み上げる際のポイントであるが、あとは別段どうということはないのである。
先手が☗1六歩と突いたときに後手にはニ通りの応手、☖1四歩か他の指し手があり、後者の場合は☗1五歩と突き越すことになる。
こうしてこの二つの型があることがわかる。
①☗1六歩 - ☖1四歩型（先手は3七銀 - 2六銀型へ）第1図

②☗1六歩 - (☖他の指し手) - ☗1五歩型（先手はスズメ刺し型へ）第2図

実戦例は豊富であるが、右銀が4八や3七にいすわる際には①（第1図）よりはむしろ、②（第2図）の方になるのが圧倒的に多かった。プロの間では☗1六歩-☖1四歩型は、右銀が4六から5七にいかない限りはほとんど指されなくなっていったといっても過言ではない。☗2六歩と突いた普通の矢倉でも☗1六歩に☖1四歩とすぐ受けることは少なく、これも一時の流行とみられるが、☖1四歩と早くに受けると一方的守勢に立たされる場合が多いためであり、それを嫌う傾向にあるとみられる。
他に☗2五桂のときは☖6五歩なら☗同歩☖同桂☗6六銀☖6四銀のあと、すぐに☗1四歩☖同歩☗1三歩がある。狙いは上記の順と同じである。
| 9  | 8  | 7  | 6  | 5  | 4  | 3  | 2  | 1  |    |
| 香 | 桂 |    |    |    |    |    | 桂 | 香 | 一 |
|    | 飛 |    |    |    |    | 金 | 王 |    | 二 |
|    |    | 角 |    | 銀 | 金 |    | 歩 |    | 三 |
| 歩 |    | 歩 | 歩 | 歩 | 歩 | 歩 | 銀 | 歩 | 四 |
|    | 歩 |    |    |    |    |    |    |    | 五 |
| 歩 |    | 歩 | 歩 | 歩 |    | 歩 | 銀 | 歩 | 六 |
|    | 歩 | 銀 | 金 |    | 歩 | 桂 | 歩 | 香 | 七 |
|    | 玉 | 金 | 角 |    |    |    |    | 飛 | 八 |
| 香 | 桂 |    |    |    |    |    |    |    | 九 |

| 9  | 8  | 7  | 6  | 5  | 4  | 3  | 2  | 1  |    |
| 香 |    |    |    |    |    | 王 | 桂 | 香 | 一 |
|    | 飛 |    |    |    |    | 金 |    |    | 二 |
|    |    | 桂 | 銀 | 角 | 金 | 銀 | 歩 | 歩 | 三 |
| 歩 |    | 歩 | 歩 | 歩 | 歩 | 歩 |    |    | 四 |
|    | 歩 |    |    |    |    |    |    | 歩 | 五 |
| 歩 |    | 歩 | 歩 | 歩 |    | 歩 | 銀 |    | 六 |
|    | 歩 | 銀 | 金 |    | 歩 |    | 歩 | 香 | 七 |
|    | 玉 | 金 | 角 |    |    |    |    | 飛 | 八 |
| 香 | 桂 |    |    |    |    |    | 桂 |    | 九 |

| 9  | 8  | 7  | 6  | 5  | 4  | 3  | 2  | 1  |    |
| 香 | 桂 |    |    |    |    |    |    | 香 | 一 |
|    |    |    | 飛 |    |    | 金 | 王 |    | 二 |
| 歩 |    | 角 |    | 銀 | 金 | 桂 | 歩 | 歩 | 三 |
|    |    | 歩 | 歩 | 歩 | 歩 | 歩 | 銀 | 歩 | 四 |
|    | 歩 |    |    |    |    |    |    |    | 五 |
| 歩 |    | 歩 | 歩 | 歩 |    | 歩 | 銀 |    | 六 |
|    | 歩 | 銀 | 金 |    | 歩 | 桂 | 歩 | 香 | 七 |
|    | 玉 | 金 | 角 |    |    |    |    | 飛 | 八 |
| 香 | 桂 |    |    |    |    |    |    |    | 九 |

## スズメ刺し型
実戦例として、第3図は、戦法の発信源のひとりとされている田中寅彦が挙げる黎明期の会心局。田中寅彦対石田和雄戦(S56年11月、オールスター勝ち抜き戦)で、図から☖同歩☗同香☖同香☗1五歩☖1三歩☗1四歩☖同歩☗5五歩☖同歩☗3五歩☖同歩☗同銀と進み、主導権を握った先手の攻めが炸裂している。田中はこれを五、六段の頃に指していて、飛車先不突矢倉の原点という。従来のスズメ刺しでは右銀が４八におり、前線への銀の参加がない欠点があったが、これにより解消とともに、攻めは飛車角銀桂香の理想形を具現することになった。観戦記者の東公平は「トラ刺し」と命名している。
スズメ刺しのあとは、☗3五歩☖同歩☗同角と3筋の歩を交換する形に進んで、その後☗3六銀から3七桂の理想型を作れるので、飛先不突を活かしている。これでは先手が快調ということで、後手はその後☖6四角と出て先手の攻めをけん制するようになる。
スズメ刺し型は青野照市が七段時代に打ち出した新しい戦法で、青野流とも呼ばれていた。
青野によると、青野流を指す以前には、野本虎次が2六歩を突かない矢倉を指していた。このため、野本は最初にこの矢倉を指していたと云っていたというが、野本のは2六に角を移動させる四手角のような活用で利用していた。
青野流は、飛車先を突く一手を保留してその一手をより有効に活用しようという戦法であり、まさしく現代矢倉戦法の先端をゆく画期的な構想である。
どういうメリットから、飛単先不突矢倉が誕生したのかについて、青野は飛車先を突かないほうが手が広い、という思想であったというが、これに関しては、先見の明かあった大山康晴でさえこれは一時期の流行で「そのうちにすぐ突くようになりますよ」と言っていたくらいであったという。また、前述の第四十期名人戦第4局の現地大盤解説を務めた米長邦雄も｢良いとは思えない。いずれは廃れるであろう」と発言している。
勝又によると、後回しにできる手は後回しにし、ほかの駒を好位置つけるという、この思想はのちの藤井システムなどの新戦法にも通じるキーワードであり、じつはこの飛先不突矢倉が発信源で、これが当時画期的とされた。
前述の第四十期名人戦での戦型について、両雄は名人戦前に王将戦リーグで対戦済みであり、試みた中原は当時「青野流をヒントにした」と述べていた。
将棋界で特に名人戦は最高のヒノキ舞台であるが、同時に、過去に新戦法の実験の場ともなってきた。このときの勝負では「矢倉4六銀戦法」（矢倉3七銀型）の他に「飛先不突矢倉」がいっぼうの主役をつとめた。七番勝負が持将棋、千日手をはさんで実質十番に及び、勝負のついた七番はすべて先手勝ちという現象を生んだ。第二局から第六局千日手指し直し局までの六局が、すべて「飛先不突矢倉」となった。しかも加藤が3勝、中原が2勝で、この結果で即、優秀な戦法であるときめつけるわけにはいかないが、戦法自体は五勝無敗一千日手という結果である。
それでもいまなお、結論が出ない戦法である。
「飛先不突矢倉」3七銀（〜2六銀）型は、米長邦雄によると（米長の将棋 完全版 第二巻　マイナビ出版　2013年）中原誠ら高柳敏夫一門の研究手であるというが、公式戦で初めて試みた田中寅彦は中原の弟弟子であることが知られ、当時既成の定跡にメスを入れる、その姿勢は高く評価されていた。そして中原も奨励会時代に練習将棋で何度か試みたことがあり、四段になってからも一度公式戦で☗2六歩を保留し、先に☗3六歩と突いた経験がある。参考図は昭和四十二年1月、第十期棋聖戦予選で、中原にとっては兄弟子芹沢博文との初手合であった。このときは☗3七銀から4六銀として、☗3八飛から3五歩で3八飛車型の急戦矢倉にするのが狙いであった。この将棋でも2六歩の一手を省略しようという発想は同じであるが、「飛先不突矢倉」はそれを持久戦に生かそうという新しい試みであった。

| 9  | 8  | 7  | 6  | 5  | 4  | 3  | 2  | 1  |    |
| 香 | 桂 |    | 金 | 王 | 金 |    | 桂 | 香 | 一 |
|    | 飛 |    | 銀 |    | 銀 |    | 角 |    | 二 |
| 歩 |    | 歩 | 歩 | 歩 | 歩 |    | 歩 | 歩 | 三 |
|    | 歩 |    |    |    |    | 歩 |    |    | 四 |
|    |    |    |    |    |    |    |    |    | 五 |
|    |    | 歩 |    |    |    | 歩 |    |    | 六 |
| 歩 | 歩 | 銀 | 歩 | 歩 | 歩 |    | 歩 | 歩 | 七 |
|    | 角 |    |    |    | 銀 |    | 飛 |    | 八 |
| 香 | 桂 |    | 金 | 玉 | 金 |    | 桂 | 香 | 九 |

第1図をみると、先手のねらい「飛先不突矢倉」のねらいは2六銀の一手に明らかであるが端攻めで、単純にこの部分だけについていえば二手得となっている。それを攻めに生かすハラづもりであるが、歩が2五まで伸びていたほうがいいことはいいが、☗2五歩から2六銀、後手☖3三銀と7三角の形も部分的には好形であり、それを割引くと☗2六銀の歩越し銀は、一手から一手半ぐらいの得となっている。
先手3七桂と跳ねて先手の攻めの態勢は完全に整ったが、後手の角筋が通っているので、まだ攻めは無理。一方後手☖4三金右に☗4六歩と自らの角道を止めたのは損なようだが、いつでも4五歩と突き出せるので手を封じたことにはならない。後手は☖9四歩と突き☗1六歩に☖6四歩と角道を止める手がつまってきた感じがあるが、これは後手☖8四角から7三桂、6五歩の狙いであり、後手は対4六銀戦法でもお馴染みの布陣となっている。
先手はここで、☗5五歩から入るのが用意周到な攻めとなる。後手は☖同歩の一手。ほかに有効な手がないので素直に応じるより仕方がないが、これによって、後手の角筋が二重に止まったこととなる。そこで☗4五歩☖同歩☗1五歩と仕掛ける。☖同歩には☗同銀が最善。☗同香と行くのは☖1三歩と受けられて、いったん攻めがとだえる。☗同銀の方がきびしいのである。後手は☖同香と取り、☗同香と取り返す。
ここで後手には、①☖1三歩、②☖1五同銀の二通りの応手がある。
①の☖1三歩には☗1二歩と垂らす。☖同玉なら☗1七香と打ち、☖2二銀には☗2五桂と跳ねる。これはいかにも手順が良く、☖同銀なら☗1三香成☖同桂☗同香成で文句なく先手優勢となる。したがって後手は☖1二同玉とは取らず☖6五歩と突くぐらいだが、このとき、まえ
もって☗5五歩と突き捨てた効果が表れてくる。
先手は☗1一歩成☖同玉と取らせて☗1七香と打ち、☖1五銀☗同香☖1二香に☗2五桂と跳ねる。☖2二銀と受ければ☗3五歩と突く。平手の将棋なので断然有利といかないが、先手の指しやすい形勢。攻勢が依然として続いているところに有利さが認められる。
　
②の☖1五同銀には、先手は☗同飛の一手。以下☖1三歩には☗3五歩と突く。☖1四香☗2五飛☖2四銀と飛車を取りにくれば、強く☗3四歩と取り込み、☖2五銀には☗同桂で先手がよくなる。次に☗3三銀の狙い。☖3四金なら☗3三歩で十分。いまの手順中☖2四銀で☖3六銀ときても飛車を逃ける意志はない、☗1五歩☖2五銀☗同桂☖1五香☗3四歩で似たり寄ったりである。
後手の指し方はまたほかにもあるが、ここでは先手の狙い筋に的を絞ると図で後手が☖2二玉ときたら☗2五銀と立つ。これが飛先不突矢倉の秘められた狙い。飛先不突矢倉には常に端攻めがある。しかし基本は端を攻めるとみせて、局面の主導権を握るのが大きな狙いでもある。
棋士同士の一戦では互いの手をころし合い、狙いを封じ合うので、☗2五銀が実現した棋譜はおそらくないと思うが、アマチュアの間では知らなければつぶされる。
☗2五銀と立たれたあとでは、すでに銀を撃退する方法はない。かりに☖4五歩と突けば、先手は☗3七桂と跳ね、☖4四金に☗1四歩と仕掛ける。☖同歩☗同銀☖同香☗同香となれば文句なく先手優勢。端が受からないのは一目瞭然。したがって後手は銀を取らずに☖3五歩とすることになるが、それでも☗同歩と取り、☖3六歩に☗2五桂☖2四銀☗1二歩☖同香☗1三歩で先手がよい。ともかく2五銀と出させてはいけないのである。
後手はいったん☖2四銀と上がり桂を待って☖2二玉と入るのが正しい手順。
そこで☗2五銀とぶつけるのは、今度は平凡に☖同銀と取られ、☗同桂☖2四銀☗2六歩☖4五歩と突かれてたい
したことがない。
☗2五銀では2五桂と跳ねるのが攻めの調子で、☖4五歩なら☗4六歩☖同歩☗同角と1歩を持って手を渡す。このあと☖4五歩☗6八角☖9二香とでも上がれば、すかさず☗1四歩と仕掛け、☖同歩に☗1三歩と垂らす。☖同香なら☗同桂成☖同銀☗1六香打で先手が常に攻めている順に持ち込める。

## 対策とその後
その後後手の対策として、2つの手法が現れる。一つは角を3一のままで端に効かせながら囲う土居矢倉/変形土居矢倉（第4-1図、先手加藤一二三戦vs後手中原誠戦、1982年6月、第40期名人戦第五局）や矢倉早囲い（第4-2図、先手加藤一二三戦vs後手中原誠戦、1983年1月、第32期王将戦挑戦者決定リーグ）、中住まい（第4-3図、先手中原誠vs後手加藤一二三戦、1982年6月、第40期名人戦第六局）
で戦うという指し方である。
| 9  | 8  | 7  | 6  | 5  | 4  | 3  | 2  | 1  |    |
| 香 |    |    |    |    |    | 角 | 桂 | 香 | 一 |
|    | 飛 |    |    |    |    | 王 |    |    | 二 |
| 歩 |    |    | 金 |    | 金 | 銀 | 歩 | 歩 | 三 |
|    | 銀 |    |    | 歩 | 歩 | 歩 |    |    | 四 |
|    | 歩 |    | 桂 |    |    |    |    | 歩 | 五 |
|    |    | 歩 | 銀 | 歩 |    | 歩 | 銀 |    | 六 |
| 歩 | 歩 |    | 金 |    | 歩 | 桂 | 歩 | 香 | 七 |
|    | 王 | 金 | 角 |    |    |    |    | 飛 | 八 |
| 香 | 桂 |    |    |    |    |    |    |    | 九 |

| 9  | 8  | 7  | 6  | 5  | 4  | 3  | 2  | 1  |    |
| 香 | 桂 |    |    |    | 金 | 角 | 桂 | 香 | 一 |
|    | 飛 |    |    |    |    | 王 |    |    | 二 |
| 歩 |    |    | 歩 |    | 金 |    | 歩 | 歩 | 三 |
|    | 銀 | 歩 |    | 歩 | 歩 | 歩 | 銀 |    | 四 |
|    | 歩 |    |    |    |    |    |    | 歩 | 五 |
|    |    | 歩 | 歩 | 歩 |    | 歩 |    |    | 六 |
| 歩 | 歩 | 銀 | 金 |    | 歩 | 桂 | 歩 | 香 | 七 |
|    |    | 金 |    |    | 銀 |    |    | 飛 | 八 |
| 香 | 桂 | 角 | 玉 |    |    |    |    |    | 九 |

| 9  | 8  | 7  | 6  | 5  | 4  | 3  | 2  | 1  |    |
| 香 | 飛 |    |    |    |    |    | 桂 | 香 | 一 |
|    |    |    |    | 王 |    | 金 |    |    | 二 |
|    |    | 桂 | 銀 | 角 | 金 |    | 歩 | 歩 | 三 |
|    |    | 歩 | 歩 | 歩 | 歩 | 歩 | 銀 |    | 四 |
| 歩 | 歩 |    |    |    |    |    |    | 歩 | 五 |
|    |    | 歩 | 歩 | 歩 |    | 歩 | 銀 |    | 六 |
| 歩 | 歩 | 銀 | 金 |    | 歩 | 桂 | 歩 |    | 七 |
|    | 王 | 金 | 角 | 飛 |    |    |    |    | 八 |
| 香 | 桂 |    |    |    |    |    |    | 香 | 九 |

もう一つは端から一方的に攻められるため、早くに中央への戦いに持っていく、4一玉型で開戦するなどの矢倉を思考し、急戦矢倉が盛況となる。矢倉中飛車（先手田中寅彦vs後手米長邦雄戦、1983年2月、第24期王位戦予選決勝）、△5三銀右-6四歩型（先手中原誠vs後手内藤国雄戦、1982年9月、第23期王位戦第六局）、△5三銀右-6四銀型（先手中原誠vs後手石田和雄戦（1982年8月、第21期十段戦リーグ）先手▲3五歩からの歩交換に△4五歩～4四銀～5五歩（先手小野修一vs.後手加藤一二三戦 1983年8月 名将戦）居角△5三銀型から△5五歩▲同歩△同角（先手田中寅彦vs.後手谷川浩司戦 1984年1月 全日本プロトーナメント決勝第2戦）陽動振り飛車（先手田中寅彦 vs.後手谷川浩司戦 1984年2月 全日本プロトーナメント決勝第3戦）などの局面が現れた。
| 9  | 8  | 7  | 6  | 5  | 4  | 3  | 2  | 1  |    |
| 香 |    |    | 金 |    |    |    | 桂 | 香 | 一 |
|    |    | 王 |    | 飛 |    | 金 | 角 |    | 二 |
| 歩 |    | 桂 | 銀 | 銀 |    |    | 歩 | 歩 | 三 |
|    | 歩 | 歩 |    | 歩 |    | 歩 |    |    | 四 |
|    |    |    | 歩 |    | 歩 |    |    |    | 五 |
|    |    | 歩 | 歩 | 歩 |    | 歩 | 角 |    | 六 |
| 歩 | 歩 | 銀 |    | 銀 | 歩 | 桂 |    | 歩 | 七 |
|    |    | 金 |    |    |    |    | 飛 |    | 八 |
| 香 | 桂 |    | 玉 |    | 金 |    |    | 香 | 九 |

| 9  | 8  | 7  | 6  | 5  | 4  | 3  | 2  | 1  |    |
| 香 |    |    |    |    | 王 |    | 桂 | 香 | 一 |
|    | 飛 |    |    |    | 銀 | 金 | 角 |    | 二 |
| 歩 |    | 桂 | 金 | 歩 | 歩 |    | 歩 | 歩 | 三 |
|    |    |    |    | 銀 |    | 歩 |    |    | 四 |
|    | 歩 | 歩 | 歩 |    |    |    |    |    | 五 |
|    |    |    |    | 銀 |    |    | 角 |    | 六 |
| 歩 | 歩 | 銀 | 金 |    | 歩 | 歩 |    | 歩 | 七 |
|    |    | 金 |    |    |    |    | 飛 |    | 八 |
| 香 | 桂 |    | 玉 |    |    |    | 桂 | 香 | 九 |

| 9  | 8  | 7  | 6  | 5  | 4  | 3  | 2  | 1  |    |
| 香 | 桂 |    | 金 |    | 王 |    | 桂 | 香 | 一 |
|    | 飛 |    |    |    | 銀 | 金 | 角 |    | 二 |
| 歩 |    |    | 歩 | 銀 | 歩 |    | 歩 | 歩 | 三 |
|    | 歩 | 歩 |    | 歩 |    | 歩 |    |    | 四 |
|    |    |    |    |    |    |    |    |    | 五 |
|    |    | 歩 |    | 銀 |    | 歩 |    |    | 六 |
| 歩 | 歩 | 銀 | 歩 |    | 歩 |    | 歩 | 歩 | 七 |
|    | 角 | 金 |    |    |    |    | 飛 |    | 八 |
| 香 | 桂 |    | 玉 |    |    |    | 桂 | 香 | 九 |

2000年代以降の後手の矢倉戦の趣向は、この戦術が出たことで生じたのであった。飛車先不突矢倉はとにかく持久戦に持ち込むと効力を発揮するが、飛車先が突いていないことで奇襲戦に対して対応が遅れを取るので、結局2六歩と突く（突かせる）ことになる。
こうした後手の手段が増えて以降は、先手も端攻めも視野に入れつつ右銀を中央寄りに展開しようとする趣向で早くに動く後手矢倉を、☗3七銀-2六銀に3八飛〜3七桂〜2五桂や、☗3七銀-4六銀や、4八銀-3七桂型からスズメ刺しではなく3八飛と寄って右銀を5七から4六や4六歩〜4七銀と展開する動きで牽制し駆逐するようになっていき、森下システムが出る流れとなって行く。